# Hawkesbury (Kanada)
Hawkesbury – miasto (town/ville) w Kanadzie, w prowincji Ontario, w hrabstwie Prescott i Russell.
Liczba mieszkańców Hawkesbury wynosi 10 869. Język francuski jest językiem ojczystym dla 77,0%, angielski dla 15,9% mieszkańców (2006).